# Vere Bird
Vere Cornwall Bird (9 de dezembro de 1910 - 28 de junho de 1999) foi um político e primeiro-ministro de Antígua e Barbuda entre 1960 a 1971 e de 1976 a 1994. Considerado o arquiteto da independência de Antígua e Barbuda, alcançada em 1981, Bird e sua família dominaram a política do país até 1994, quando Bird abdicou do cargo e entregou-o para seu filho, Lester Bird.